# Summertime (film, 2020)
 (mai 2023).
Si vous disposez d'ouvrages ou d'articles de référence ou si vous connaissez des sites web de qualité traitant du thème abordé ici, merci de compléter l'article en donnant les références utiles à sa vérifiabilité et en les liant à la section « Notes et références ».
Pour les articles homonymes, voir Summertime et Summertime (homonymie).
Pour plus de détails, voir Fiche technique et Distribution.
Summertime est un film américain réalisé par Carlos López Estrada, sorti en France en 2021.

## Fiche technique
- Titre : Summertime
- Titre original : Summertime
- Réalisation : Carlos López Estrada
- Scénario : Dave Harris
- Musique : John W. Snyder
- Photographie : John Schmidt
- Montage : Jonathan Melin
- Production :
- Société de production :Los Angeles Media Fund et Little Ugly
- Pays :  États-Unis
- Genre : Comédie et Drame
- Durée : 95 minutes
- Dates de sortie : 
  -  États-Unis : 23 janvier 2020 (Festival du film de Sundance Catégorie Next)
  -  États-Unis : 9 juillet 2021
  -  France : 15 septembre 2021

## Distribution
- Austin Antoine : Rah
- Marquesha Babers : Marquesha
- Bryce Banks : Anewbyss
- Tyris Winter : Tyris
- Maia Mayor : Sophia
- Bene't Benton : Bene't
- Amaya Blankenship : Amaya
- Caedmon Branch : Sam
- Mila Cuda : Mila
- Gordon Lp : Gordon

## Accueil
En France, le film est accueilli assez tièdement par la presse, récoltant une note globale de 3,1/5 chez Allociné. 